# 'It's Alive!'
'It's Alive!' è un film horror fantascientifico per la televisione statunitense  del 1969. È una produzione a basso costo diretta dal regista di B-Movie Larry Buchanan.

## Trama
Norman e Leela Sterns sono giovani sposi che stanno cercando di raggiungere Los Angeles in auto da New York. Tuttavia, finiscono quasi il carburante e devono fare benzina ma si trovano in una zona rurale isolata. Incontrano un amichevole paleontologo di nome Wayne Thomas. Wayne suggerisce loro di fare visita alla fattoria più vicina in modo da ottenere un po' benzina.
Quando arrivano sul posto trovano un contadino di nome Greely. Greely in realtà è pazzo ma la coppia ignora la cosa. Egli introduce Norman e Leela alla moglie, Bella. Ad un certo punto arriva alla fattoria Wayne Thomas che viene colpito da Greely e sviene. Poi Greely mostra alla coppia il suo "zoo" privato che ospita animali come tartarughe, serpenti a sonagli, una scimmia, e qualche coyote. Greely dice poi di voler mostrare loro il pezzo più pregiato della sua collezione. I due accettano, anche se Leela è titubante, e si incamminano nel profondo di una caverna. Dopo aver percorso un tragitto all'interno della caverna, Greely intrappola i due in una cella e va via. I due trovano nella caverna anche Wayne, svenuto, precedentemente portato lì da Greely e lo fanno rinvenire. I tre fuggono, poi si imbattono in Greely e Wayne cerca di sopraffarlo. Norman raccoglie la sua pistola, caduta nel fondo della caverna, ma si imbatte nel mostro che è in realtà una creatura anfibia dalle proporzioni umane. Norman tenta di sparare al mostro ma questi lo uccide divorandolo.
Bella arriva nella cella di Leela e Wayne con delle bende, poi rivela ai due che in realtà lei non è la moglie di Greely e che lui l'aveva rapita e sottomessa costringendola a fare ogni cosa che le chiedeva. Wayne convince Bella ad unirsi a lui, a tornare nella casa e a prendere alcuni candelotti di dinamite. Ma Greely sospettava di lei e aveva versato del veleno dentro al caffè che Bella aveva portato a Wayne e Leela. I due bevono il caffè e svengono ma Wayne riesce a nascondere la dinamite sotto il letto. In seguito Greely spara a Wayne ma questi riesce a colpirlo rendendolo inerme. Bella si prepara a far scoppiare la dinamite e dice a Greely che ha intenzione di far saltare in aria quel posto, insieme alla caverna, al mostro e lui stesso ma Greely riesce ad afferrare la pistola e le spara al petto. La dinamite, tuttavia, si accende e scoppia, causando la distruzione della caverna e la morte di Greely mentre Wayne e Leela riescono a scappare.

## Produzione
Il film fu prodotto dalla Azalea Pictures per la American International Pictures, diretto da Larry Buchanan e girato in Arkansas e in Tennessee.
Il responsabile degli effetti speciali Jack Bennett utilizzò il costume del mostro precedentemente già apparso in Creature of Destruction, diretto sempre da Buchanan. Le riprese furono girate per la maggior parte nella zona dell'Altopiano d'Ozark, nel nord dell'Arkansas. Nel 2005 fu prodotta dalla Caribou Productions una parodia di 'It's Alive!' intitolata It's Really Something.
La storia era stata scritta diversi anni prima da Richard Matheson e si intitolava Being. Il film era nei progetti della American International Pictures già dagli anni cinquanta, con un cast composto da Peter Lorre e Elsa Lanchester. Ma solo alla fine degli anni sessanta la compagnia affidò la produzione della pellicola a Buchanan.

## Distribuzione
Il film fu distribuito dalla American International Television in syndication nel 1969. È stato poi distribuito in DVD nel 2004 dalla Retromedia Entertainment e nel 2007 dalla Alpha Video Distributors.
La tagline è: "Trapped In a Cave of Terror!" ("Intrappolati in una caverna del terrore!").